# L'Écume des jours (film, 2013)
Pour les articles homonymes, voir L'Écume des jours (homonymie).
Pour plus de détails, voir Fiche technique et Distribution.
L'Écume des jours est un film français réalisé par Michel Gondry, sorti en 2013. C'est une adaptation cinématographique de l’œuvre de Boris Vian.

## Synopsis
Colin (Romain Duris) a une vie très agréable : il est riche, il aime les plats de son cuisinier Nicolas (Omar Sy) et il adore son pianocktail et son ami Chick (Gad Elmaleh). Un jour, alors qu'il déjeune avec Chick, il apprend que celui-ci a rencontré une jeune fille prénommée Alise (Aissa Maiga) et avec qui il a une passion commune : l'écrivain Jean-Sol Partre.
Colin rencontre Chloé (Audrey Tautou) lors d'une soirée à laquelle Nicolas l'a invité. Ils tombent amoureux et se marient, mais Chloé tombe très malade pendant le voyage de noces. Au fur et à mesure, Chloé va de plus en plus mal, alors que la relation entre Chick et Alise se détériore…

## Fiche technique
Sauf indication contraire, les informations mentionnées dans cette section peuvent être confirmées par la base de données cinématographiques IMDb,  présente dans la section « Liens externes ».
- Titre : L'Écume des jours
- Titre anglais : Mood Indigo
- Réalisation : Michel Gondry
- Scénario : Luc Bossi et Michel Gondry, d'après L'Écume des jours de Boris Vian
- Musique : Étienne Charry
- Photographie : Christophe Beaucarne
- Montage : Marie-Charlotte Moreau
- Décors : Stéphane Rozenbaum
- Costumes : Florence Fontaine
- Direction artistique :
- Production : Luc Bossi

Production déléguée : Geneviève Lemal
Producteur associé : Julien Seul
- Sociétés de production : Brio Films, SCOPE Invest, Scope Pictures, Cinémage 7
- Distribution : Studiocanal (France)
- Pays d'origine : France
- Budget : 19 000 000 €
- Genre : comédie dramatique, romance et fantastique
- Durée : 125 minutes
- Format : 1.85:1
- Date de sortie[2] :
  - France, Suisse et Belgique : 24 avril 2013

## Distribution
- Romain Duris : Colin
- Audrey Tautou : Chloé
- Gad Elmaleh : Chick
- Omar Sy : Nicolas
- Aïssa Maïga : Alise

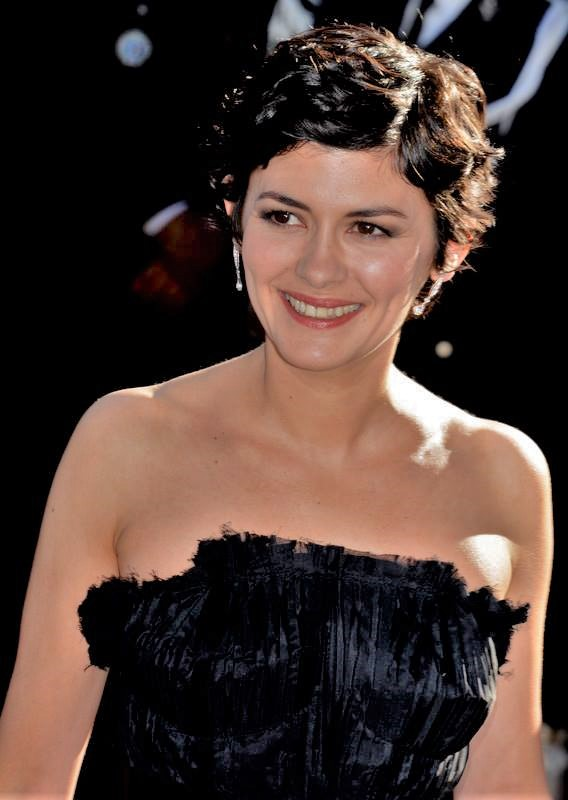
L'actrice Audrey Tautou, pour la projection du film au Festival de Cannes 2013.

- Charlotte Le Bon : Isis de Ponteauzanne
- Sacha Bourdo : la souris
- Philippe Torreton : Jean-Sol Partre
- Marina Rozenman : la duchesse de Bovouard
- Alain Chabat : Jules Gouffé
- Vincent Rottiers : le religieux
- Laurent Lafitte : le directeur de société
- Natacha Régnier : la marchande de remèdes
- Michel Gondry : docteur Mangemanche
- Zinedine Soualem : le directeur de l'usine d'armement
- Laurent Porteret : DJ Varlet
- Jean-Stéphane Ollier : Varlet
- David Bolling : voix de Jean-Sol Partre
- Mathieu Paulus : le Chuiche
- Frédéric Saurel : le Bedon
- Wilfred Benaïche : Le Sénéchal
- Alex Barrios : Jésus
- Maurice Maréchal : Douglas 1
- Jean-Yves Cressenville : Douglas 1 bis
- Mourad Boudaoud : Douglas 2
- Nicolas Brun : Douglas 3
- François Hiffler : le libraire
- Francis Van Litsenborgh : l'huissier société
- August Darnell : Duke Ellington
- Paul Gondry : le premier docteur
- Cosme Castro : le sous-directeur de société

## Production

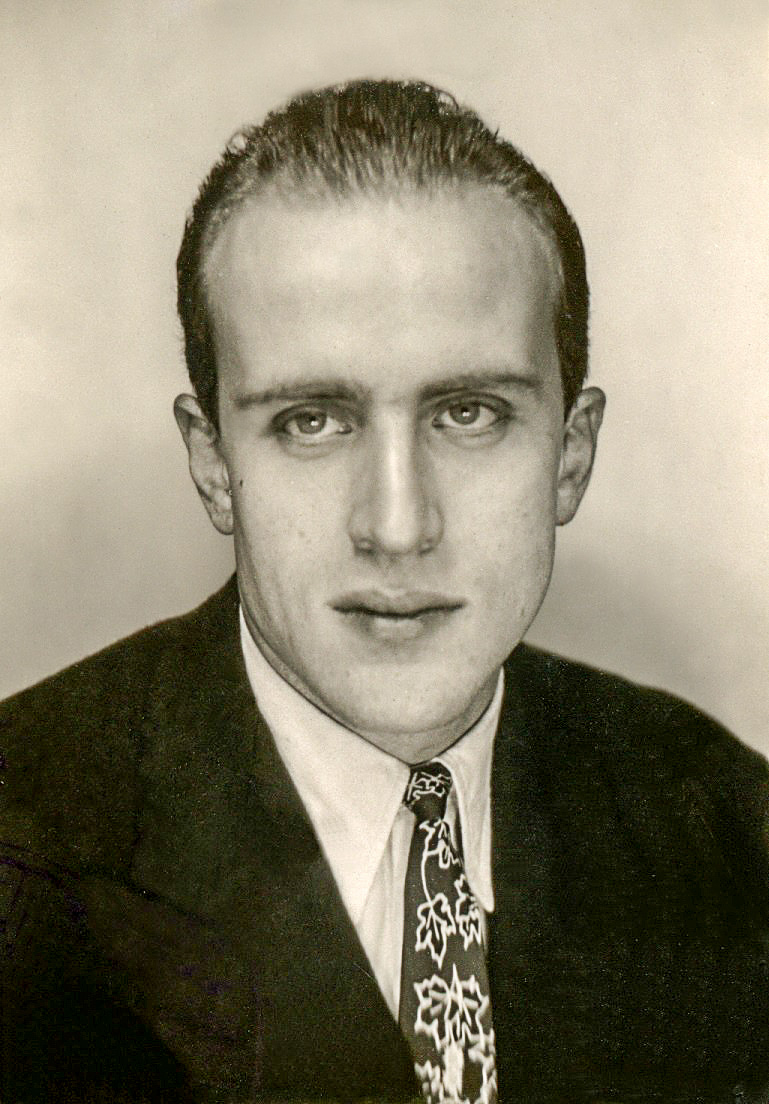
Boris Vian

### Genèse et développement
Le roman L'Écume des jours de Boris Vian est publié en 1947. Il est porté à l'écran dans le film de 1968 de Charles Belmont. Michel Gondry avait découvert le roman grâce à son frère aîné. Il raconte : « Difficile de savoir ce qu'il reste de ma première lecture, de faire la part du souvenir réel et du souvenir reconstitué. Une image : la boucherie à la patinoire… Le sentiment que le livre appartient à une tradition du roman d’amour où l’on perd l’être aimé. Et puis cette idée, une idée de cinéma que j’ai eue bien avant d’être réalisateur : la couleur qui laisse peu à peu la place au noir et blanc. » Luc Bossi propose à Michel Gondry de l'adapter et lui présente une ébauche de scénario. Michel Gondry déclare à ce propos : « On a retravaillé ensemble, mais on a gardé cette idée qu’il avait lui : ce grand atelier où le livre est fabriqué, au début de l’histoire. Cela montre pour moi que le livre est incontournable. Il est en acier, il est indestructible. Et cet endroit dit aussi que tout est écrit d’avance. Parce que, quand on lit L’Écume des jours, on sent que l’histoire est sur des rails, il y a un fort sentiment d’inéluctable. » Luc Bossi rapporte que « beaucoup de gens pensaient le livre inadaptable, il y a un jeu de mots à chaque phrase ! Mais de nombreux chapitres du roman étaient aussi naturellement cinématographiques, parce que Boris Vian était imprégné de pop culture, marqué par le cinéma, la science-fiction, le jazz. »

### Attribution des rôles
Léa Seydoux et Jamel Debbouze ont été approchés pour jouer dans le film, mais ils étaient pris par d'autres projets. Les rôles principaux reviennent à Audrey Tautou et Romain Duris, qui s'étaient déjà croisés pour la trilogie de Cédric Klapisch : L'Auberge espagnole (2002), Les Poupées russes (2005) et Casse-tête chinois (2013).
Jacques Dutronc devait jouer le docteur Mangemanche. Il est finalement indisponible pour le tournage et Michel Gondry décide de le remplacer lui-même.

### Tournage

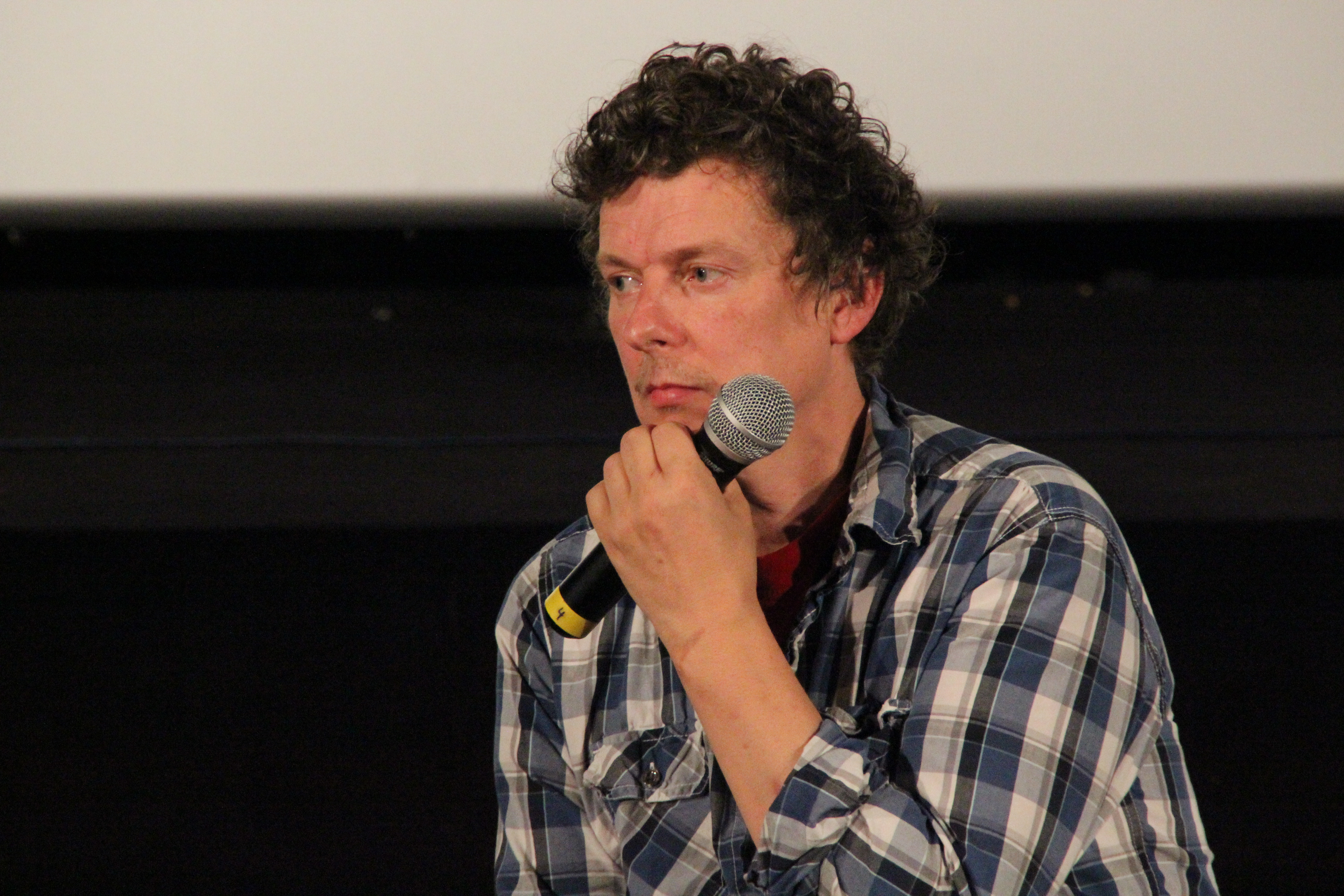
Le réalisateur Michel Gondry à Paris, l'année de tournage du film.

Le film a été en partie tourné à Paris, notamment dans le 1er arrondissement sur le chantier des nouvelles Halles (lieu préféré de Colin). La scène de danse du Biglemoi a été tournée dans le Palais des Mirages du musée Grévin dans le 9e. Le tournage a également eu lieu dans le 19e : la Butte Bergeyre - rue Hecht (pour les extérieurs de l'appartement de Colin), escaliers entre les rues Manin et Lardennois, le siège du PCF (pour la salle des dactylos), la station Botzaris ou encore la voie ferrée de la ligne de Petite Ceinture. La scène du corbillard a été tournée rue Émile-Desvaux dans le 19°. Le mariage de Colin et Chloé a été tourné dans l'église Notre-Dame-de-la-Croix, dans Paris 20e.
Le tournage a également eu lieu en Seine-Saint-Denis : dans les studios Éclair à Épinay-sur-Seine, au marché aux puces de Saint-Ouen, à la patinoire de Saint-Ouen ainsi que dans l'hôpital Maison-Blanche à Neuilly-sur-Marne.
L'équipe s'est également rendue en Belgique. À Bruxelles, des scènes ont été tournées à l'Aegidium (conférence de Jean-Sol Partre), dans la Brasserie Verschueren (assassinat de Jean-Sol Partre) et l'Institut royal du patrimoine artistique (entretien d'embauche de Colin). À Seraing, une usine ESB a servi de décors à une usine d'armement. Le Jardin botanique national de Belgique à Meise a été utilisé pour les serres.
Paul McCartney, avec qui Michel Gondry avait déjà collaboré pour le clip de la chanson Dance Tonight en 2007, joue de la basse sur 4 morceaux de la musique originale, et il a également utilisé son instrument pour réaliser quelques effets sonores du film : par exemple, on peut l'entendre quand Colin joue avec les rayons du soleil comme si c'étaient les cordes d'une contrebasse.

## Version internationale
En dehors de la France et de quelques pays, le film a été exploité en salles dans une version plus courte de 36 minutes, remontée par Tariq Anwar (nommé à l'Oscar du meilleur montage pour American Beauty). Cette version se veut plus « grand public » et plus éloignée de l'œuvre originale de Boris Vian. Cette version sortira quelque temps plus tard en France en exclusivité dans le cinéma Publicis. Si 36 minutes ont été coupées, deux scènes ont été ajoutées. Michel Gondry explique : « Je ne crois pas qu’un film puisse exister sous une seule forme. Cette nouvelle version de L’Écume des jours est une proposition qu'on m’a donné l’opportunité et le temps de faire. Ce n’est pas du tout dans mon esprit une amputation mais plutôt une continuation du processus de montage ».

## Accueil

### Accueil critique
Le film reçoit un accueil relativement mitigé, dans de nombreux grands quotidiens. Plusieurs titres comme Le Monde, Le Parisien et Télérama ont cependant publié deux critiques, une positive et une négative.

#### Critiques positives
- Dans Le Monde, Isabelle Regnier loue la créativité de Michel Gondry, qui selon elle a bien rendu l'univers foisonnant et surprenant de Boris Vian[11].
- Dans Le Parisien : « Vous en avez rêvé, Michel Gondry l'a fait. L'ovni du cinéma français a osé porter à l'écran l'histoire d'amour de Colin et de Chloé, minée par un nénuphar grossissant dans le poumon de la belle. L'univers perpétuellement fantasque du livre peut donner le vertige, notamment dans la première partie. La seconde, plus calme, plus tragique, dans un superbe noir et blanc, est d'une infinie beauté. Les acteurs forment chacun une facette de ce rêve éveillé »[12].
- Dans Paris Match, Alain Spira vante « Bien secoué, le cocktail cinématographique onirico-poético-foldingue est délicieusement frappé. Quel voyage extraordinaire il nous offre ! »[13].
- Dans 20 Minutes, Caroline Vié voit le film « éblouissant visuellement et transporte le spectateur dans un univers loufoque et fascinant »[14]
- Dans Télérama, Jacques Morice se dit convaincu que « le fameux roman de Boris Vian stimule l'imaginaire de Gondry, tout en le contraignant à une certaine rigueur qui lui faisait parfois défaut encore. » Selon lui, « ce cinéma de visions est d'autant plus troublant qu'il est orchestré avec une apparente simplicité. Michel Gondry ne recourt pas à une armada d'effets numériques. Son film est tout sauf spectaculaire. Car la mise en scène, très artisanale sinon archaïque, porte sur le concret du quotidien. Le réalisateur ne s'attarde jamais sur ses inventions, il les filme comme en passant. C'est cette magie furtive, souterraine, qui séduit. »[15]
- Dans les Cahiers du cinéma, pour Thierry Méranger « la force du film, schizophrène, mal aimable et fascinant, est de se tenir encore plus près de Vian qu'on aurait pu l’imaginer. »[16]

#### Critiques mitigées
- Dans L'Express, Éric Libiot décrit Gondry « attaché à bricoler des images pour décaler le cours des choses, et réaliser, à partir d'un drame amoureux, une jonglerie visuelle dont chacun ferait son miel secret. [...] Mais cette Écume des jours fonctionne surtout grâce à un bricolage génial et gondriesque (gondrique ?, gondriule ?) -décors mouvants, jambes qui s'allongent, chaussures marchant seules, pianocktail, tourne-disque à main, voiture-nuage -, qui tient lieu de parti pris esthétique, narratif, dramatique, formel, et finalement un peu formol. À force de clous, de cales et de vis, le film se montre de guingois et peine à trouver sa juste place. Il en fait trop, s'épuise, s'étire, s'ennuie, enchaîne les idées par peur d'en manquer, puis meurt à cause d'un nénuphar qui, lui, n'a jamais eu le temps de s'épanouir. »[17]

#### Critiques négatives
- Dans Le Monde, Thomas Sotinel déplore que « L'Ecume des jours [...] lit le roman de Vian avec un enthousiasme qui n'est pas toujours communicatif. [...] On dirait que le film épuise toute son énergie à la construction d'un monde qui ne fait plus beaucoup de place à ses habitants. »[18]
- Dans Elle, Philippe Trétiack trouve que « Michel Gondry a tiré un film qui est d'abord un tsunami d'images, de clips de pubs qui séduisent et enchantent puis finissent par noyer le spectateur. Dommage. »[19]
- Dans Le Nouvel Observateur, Pascal Mérigeau trouve que « tout cela sent l'effort et le réchauffé [...] mais pour ne pas trouver ça niais, peut-être convient-il de n'avoir pas atteint encore les 13 ou 14 ans, bref d'avoir l'âge des lecteurs de L'Écume des Jours, qui est aussi celui qu'il plaît à Gondry de donner à croire qu'il ne l'a pas dépassé. »[20]
- Dans Marianne, Danièle Heymann conclut : « Il faut se rendre à l'évidence, dans la version Gondry du livre que nous avons tant aimé ne demeure que l'écume... »[21]
- Dans Libération, Didier Péron intitule son article L'enclume des jours : « Si Gondry trouve des traductions bricolées aux images de Vian, s'il sature chaque plan d'idées, d'astuces, de surprises, de gadgets et de changements d'échelle, il ne peut jamais surmonter l'écueil d'un casting problématique [...]. Le règne des agents sur le cinéma français [...] s'illustre ici dans le blindage absurde du moindre recoin du film par des têtes d'affiche que plus grand monde n'a spécialement envie de voir en peinture. [...] La mise en scène ne parvient jamais en réalité à amalgamer ces acteurs à la pâte bizarre de l’imaginaire Gondry. Ils sont comme des corps investis de la seule poésie de leur notoriété et de la cote d’amour que leur prêtent les producteurs. [...] Difficile de fabriquer de l'idéal avec ce genre d'ingrédients. »[22].
- Dans Les Inrockuptibles, Serge Kaganski est sans appel en titrant sa critique “L'Écume des jours”, une adaptation ratée avec en sous-titre « Saturée d’effets visuels en surface, jamais émouvante sur le fond, l’adaptation ratée du classique de Boris Vian. », et dénonce « le trop-plein de rétro et le trop-plein d’épate visuelle ». Il décrit : « Sur le papier, un événement. Un livre patrimonial, qui n’est certes pas un grand roman mais la lecture obligée de tout ado français depuis plusieurs générations, écrit par le Beigbeder ou le Manœuvre de l’ère jazzy Saint-Germain-des-Prés. Un casting [...] bankable [...]. Aux manettes, le réalisateur français le plus hollywoodien-virtuose-techno-chouchou médiatique, abonné au buzz. Tout cela faisait beaucoup pour un seul film et, après avoir vu le résultat sur l’écran, voilà notre sympathique et cher Michel Gondry mûr à point pour le proverbial retour de bâton. » Selon lui, les personnages sont « réduits à des figurines, écrasés par la débauche d’effets spéciaux et de friandises visuelles qui saturent chaque centimètre carré de l’écran et chaque minute du film ». Il conclut « L’orgie visuelle déployée par Gondry n’est pas une écume mais une vague, un puissant rouleau qui engloutit tout (acteurs, personnages, émotions, spectateurs…) et nous laisse sur le sable, étourdi et hagard. »[23].
- Dans Télérama, Frédéric Strauss se lamente : « On pouvait se réjouir que l'imaginatif Gondry se mette au service de l'imaginaire de Vian. Mais c'est l'inverse qui se produit. L'univers de l'écrivain ne semble là que pour justifier les fantaisies d'un cinéaste qui en rajoute dans le farfelu bricolé, jusqu'à étouffer L'Écume des jours sous un amas de trouvailles bordélique. La signature de Gondry vampirise tout. Son art des petits mécanismes merveilleux sombre dans un systématisme qui tue la poésie en la produisant à la chaîne. [...] C'est plutôt laid et ça ne produit pas de magie. A rendre vivants les moindres objets, le cinéaste en oublie ce qui vit : les acteurs ; qu'il intègre à ses installations, comme des jouets sur son manège. [...] les comédiens ne semblent là que pour leur valeur marchande. À eux d'attirer le public. [...] Mauvaise donne. »[15].

### Box-office
Le film n'attire que 47 000 spectateurs le premier jour de sa sortie française, un chiffre décevant par rapport au budget de 20 millions d'euros mis sur le projet. En France, à la fin de son exploitation, le film totalisera 831 376 entrées.

## Distinctions

### Récompenses
- César 2014
  - Meilleurs décors : Stéphane Rozenbaum

### Nominations
- Festival du film de Sydney 2013 : sélection « Special Presentations at the State »
- Prix Lumières 2014
  - Meilleur film
  - Meilleur acteur : Romain Duris
- César 2014
  - Meilleurs costumes : Florence Fontaine
  - Meilleure musique originale : Étienne Charry